# Deutscher Zwölfkampf
Der Deutsche Zwölfkampf ist ein sportlicher Wettkampf im Turnen.
An sechs verschiedenen Turngeräten müssen je eine Pflicht- und eine Kürübung absolviert werden. Der Deutsche Zwölfkampf gehörte langjährig zu den Wettkämpfen des Deutschen Turnfestes.
Der erste internationale Zwölfkampf fand 1880 in Frankfurt statt. Er enthielt kunstturnerische und „volksturnerische“ (leichtathletische) Elemente.